# Valkolansaari (ö, lat 61,57, long 27,16)
Valkolansaari är en ö i Finland. Den ligger i sjön Lahnajärvi och i kommunen Sankt Michel i den ekonomiska regionen  S:t Michel och landskapet Södra Savolax, i den södra delen av landet, 200 km nordost om huvudstaden Helsingfors. Öns area är 0,3 hektar och dess största längd är 100 meter i nord-sydlig riktning.